# Skarsvåg
Skarsvåg est un village du comté de Finnmark, dans le nord de la Norvège.

## Géographie
Skarsvåg est le village le plus nordique de Magerøya, une île de la côte norvégienne, la plus septentrionale du pays (hors Svalbard). Skarsvåg revendique d'ailleurs le titre de village de pêcheurs le plus au nord du monde. Il est situé à 14 km au sud-est du cap Nord, à vol d'oiseau.
Skarsvåg compte environ 60 habitants.